# キュラソーサッカー連盟
キュラソーサッカー連盟（キュラソーサッカーれんめい、Curaçao Football Federation）は、キュラソーのサッカー総括組織である。略称はFFK。

## 歴史
1923年に設立され、1931年にFIFAに加盟、1961年にCONCAFに加盟した。非常に歴史のあるサッカー連盟である。世界中を騒がせた新型コロナウイルスはベネズエラ沖のこの島のサッカー界にも影響を与えていた。
2019-20年シーズンの「キュラソー・プロメー・ディヴィション」は11月中旬に開幕したものの、パンデミックのために2020年の3月中旬から6月下旬まで中断を強いられた。ただし大会は全ての公式戦を11月上旬に消化できた。引き続く2020-21年シーズンは2021年3月上旬に開幕したものの、またしてもすぐに3ヶ月ほど中断に陥った。このシーズンは全試合実施の上、CRKSVヨング・ホランドの優勝をもって12月中旬に幕を閉じた。
キュラソーはカリブ海に浮かぶ面積が横浜市並みの島である。人口が武蔵野市並みしかなく、キュラソー・プロメー・ディヴィションのほとんどの公式戦は首都ウィレムスタットにある3,500人収容の「スタディオン・ドクター・アントイン・マデュロ」で実施される。大会方式も4段階に渡る独特なものである。しかも勝ち上がって次の段階に進めばそれまで積み上げた勝ち点はリセットされる。ステージが進む度に「ガラガラポン」を強いられるので、各ステージでは最低限の結果を残せば良い事になる。つまり割り切った闘い方も時として必要になってくる。キュラソーはオランダ領だが、このリーグへの加盟クラブにはオランダのカップ戦であるKNVBカップへの挑戦権はない。
キュラソー・プロメー・ディヴィションのクラブ別の最新情報をつかむのは非常に難しいが、このリーグではかつてはコロンビア人やベネズエラ人などの近場の南米人やジャマイカ人などの島国の選手が乗り込んでいた。キュラソーはそれほど貧しい島ではなく、世界中から選手がこのリーグに集まってきていた。
キュラソー出身の選手としては浦和レッズを始めとして数多くの日本のクラブを渡り歩きJリーグのゴールネットを揺らし続けてきたクエンテン・マルティノスがいる。彼はキュラソーのクラブでの出場経験はないが、キュラソー代表として2014年から2018年の間鎬を削ってきた。

## 運営リーグ
1部リーグの名称は「キュラソー・プロメー・ディヴィション (Curacao Prome Divishon/Promé Divishon)」で、10チームが加盟している。2部リーグの名称は「キュラソー・セヒュンド・ディヴィション (Curacao Segundo Divishon/Segundo Divishon)」で、10チームが加盟している。キュラソー・プロメー・ディヴィションの10位のチームとキュラソー・セヒュンド・ディヴィションの1位のチームが自動昇降格する、とされている。
優勝チームを決める大会は4段階に分かれている。2回戦総当たりのリーグ戦のレギュラーシーズンを行う。そこでの上位6チームが1回戦総当たり方式のプレーオフ・カヤ6を行う。そこでの上位4チームが1回戦総当たり方式のプレーオフ・カヤ4を行う。そこでの上位2チームが一発勝負の優勝決定戦を行う。という形式をとっている。年間試合数は18〜27回で、3月下旬から始まる。
チーム一覧
- CSDバーバー (Centro Social Deportivo Barber/Centro Social Deportivo Barber)
- RKSVセントロ・ドミングィト (RKSV Centro Dominguito/RKSV Centro Dominguito)
- CVVインター・ウィレムスタット (C.V.V. Inter Willemstad/CVV Willemstad)
- CRKSVヨング・コロンビア (CRKSV Jong Colombia/CRKSV Jong Colombia)
- CRKSVヨング・ホランド (CRKSV Jong Holland/CRKSV Jong Holland)
- RKSVサーペンフーヴェル (RKSV Scherpenheuvel/RKSV Scherpenheuvel)
- RKVSVシトック (RKV FC Sithoc/RKVFC Sithoc)
- SUBT (Sport Unie Brion Trappers/SUBT)
- ユニオン・デポルティヴォ・バンダ・アバウ( Union Deportivo Banda Abou/Union Deportivo Banda Abou)
- SVヴィクトリー・ボーイズ (S.V. Victory Boys/S.V. Victory Boys)

## 主な組織チーム
- サッカーキュラソー代表
- サッカーキュラソー島女子代表